# Quartermain Mountains
Die Quartermain Mountains sind eine Gruppe exponierter und eisfreier Berggipfel der Antarktischen Trockentäler südlich des Taylor-Gletscher im ostantarktischen Viktorialand. Zu ihnen gehören der Finger Mountain, Mount Handsley, Mount Feather und der Tabular Mountain als auch der Knobhead, der Terra Cotta Mountain, der New Mountain, die Beacon Heights, der Pyramid Mountain, das Arena Valley, das Kennar Valley, das Turnabout Valley sowie einige Täler und Gebirgskämme des Beacon Valley. 
Der Gebirgszug wurde von Teilnehmern der Discovery-Expedition (1901–1904) und der Nimrod-Expedition (1907–1909) besucht, die einen Teil der Benennungen vornahmen. Diese wurden ab den 1950er Jahren von späteren Expeditionen vervollständigt. Die kartografische Erfassung des Gebiets erfolgte insbesondere durch das United States Antarctic Program in Verbindung mit Luftaufnahmen der United States Navy in den Jahren 1947 bis 1983. Das New Zealand Antarctic Place-Names Committee benannte das Gebirge nach Lester Bowden Quartermain (1895–1973), einem neuseeländischen Historiker.